# Sông Hell Roaring
Sông Hell Roaring nằm ở phía nam tiểu bang Montana, Hoa Kỳ, nằm trong hệ thống sông Missouri. Sông Hell Roaring bắt nguồn từ suối Brower, nơi được cho rằng là đầu nguồn cao nhất của sông Missouri.